# Sechselbach (Creglingen)
Sechselbach ist ein Wohnplatz auf der Gemarkung des Creglinger Stadtteils Waldmannshofen im Main-Tauber-Kreis im fränkisch geprägten Nordosten Baden-Württembergs.

## Geschichte
Der Ort wurde im Jahre 1136 erstmals urkundlich als Sesselbach erwähnt, das wohl auf einen Personennamen hindeutet. Der Ort gehörte zur Herrschaft Brauneck. Daneben bestand auch bis ins 19. Jahrhundert Besitz des Hochstifts Würzburg. Mit der Herrschaft Brauneck gelangte Sechselbach im Jahre 1448 an Brandenburg-Ansbach. Im Jahre 1637 kam der Ort mit Waldmannshofen an Hatzfeld (siehe hierzu auch die Geschichte von Waldmannshofen).
Der Ort kam als Teil der ehemals selbständigen Gemeinde Waldmannshofen am 1. Februar 1972 zur Stadt Creglingen.

## Kulturdenkmale
Kulturdenkmale in der Nähe des Wohnplatzes sind in der Liste der Kulturdenkmale in Creglingen verzeichnet.

## Verkehr
Der Ort ist über L 2256 zu erreichen.